# Ocinebrellus inornatus
Ocinebrellus inornatus är en snäckart som först beskrevs av Constant A. Récluz 1851.  Ocinebrellus inornatus ingår i släktet Ocinebrellus, och familjen purpursnäckor. Arten har ej påträffats i Sverige.